# Hérode de Chalcis

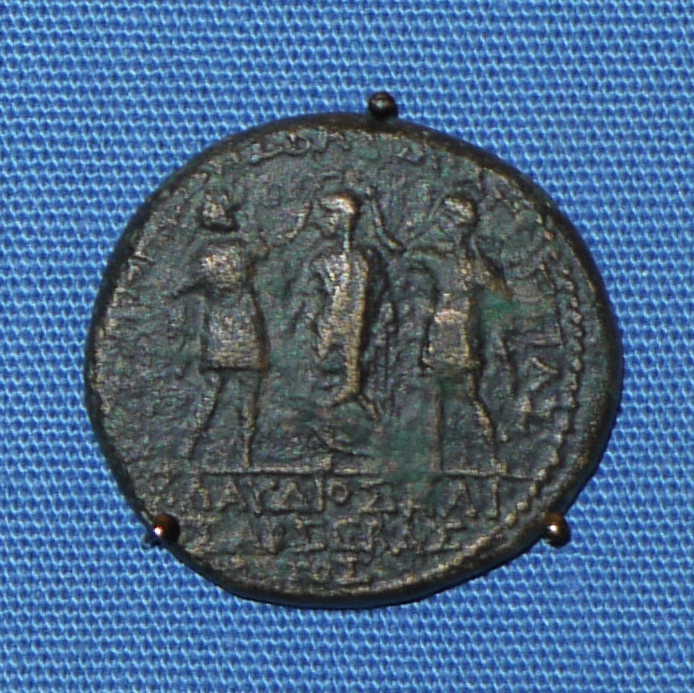
Monnaie de Hérode de Chalcis le représentant avec son frère Hérode Agrippa Ier couronnant l'empereur Claude.

Hérode de Chalcis (mort en 48), aussi connu sous le nom d'Hérode V, est le fils d'Aristobule IV, le petit-fils d'Hérode le Grand. Lorsque l'empereur Claude accède au pouvoir (41), il est nommé roi de Chalcis, région sous domination romaine située entre le Liban et l'Anti-Liban. Il est le frère d'Hérode Agrippa Ier et d'Hérodiade.

## Histoire

### Famille
Petit-fils d'Hérode le Grand, il est d’ascendance juive, nabatéenne et édomite. Tout comme ses frères, Aristobule le Mineur et Agrippa Ier, Hérode est le fils d'Aristobule IV, l'un des enfants d'Hérode Ier le Grand, roi de Judée, et de Mariamne l'Hasmonéenne. Sa mère est Bérénice, fille de Salomé, fille d'Antipater et sœur d'Hérode le Grand, qui est une proche d'Antonia Minor, fille de Marc-Antoine et d'Octavia, sœur d'Auguste. Hérode le Grand est donc à la fois le grand-père paternel et le grand-oncle maternel d'Aristobule. Son père et sa mère sont cousins germains. Il a aussi pour sœur Hérodiade que les évangiles et la tradition chrétienne ont rendu célèbre.
Hérode le Grand est un souverain considéré comme un usurpateur cruel par ses sujets mais dévoué à la cause impériale romaine qu'il favorise grandement dans son royaume. Son règne est marqué par les intrigues familiales nombreuses — il a eu dix épouses — et sanglantes. Ainsi, en 29 av. J.-C., le roi exécute son épouse Mariamne par jalousie, grand-mère d'Agrippa et d'Aristobule, l'année suivante, la mère de celle-ci. En 7 av. J.-C., alors qu'Hérode n'est qu'un enfant, Hérode fait exécuter son père et son oncle Alexandre à la suite d'intrigues de palais qui aboutissent également à l'exécution, trois ans plus tard, d'Antipater — un fils qu'il a eu avec Doris — ainsi qu'à celle de Costobar, grand-père maternel d'Aristobule. Hérode fait en outre disparaître un grand nombre de membres de la dynastie hasmonéenne et de ses partisans, qui s'en trouve presque anéantie. Le roi épargne cependant les enfants d'Aristobule, les garçons Agrippa, Hérode et Aristobule ainsi que les filles Hérodiade et Mariamne.
Hérode descend ainsi à la fois des dynasties hasmonéenne et hérodienne mais la condamnation à mort de son père pour trahison semble l'écarter d'une logique de succession. À une date inconnue, Il a épousé Mariamne, puis après sa mort, il a épousé sa nièce Bérénice, dont plusieurs auteurs romanceront la liaison qu'elle entretiendra à partir de 67 avec le futur empereur Titus. Un de ses fils, Aristobule, qu'il a eu avec Mariamne, deviendra roi de l'Arménie mineure et probablement aussi roi de Chalcis.

### Cour impériale
En 5 av. J.-C., deux ans après la condamnation de son père, le jeune Hérode est envoyé par Hérode le Grand à la cour impériale de Rome en compagnie de sa mère Bérénice ainsi que de ses sœurs et ses frères, Aristobule le Mineur et Agrippa Ier. Lui et ses frères y sont soutenus par l'amie de sa mère, Antonia Minor, belle-sœur de Tibère — devenu empereur en 14 — et mère du futur empereur Claude ainsi que par l'impératrice Livie, qui était l'amie de sa grand-mère. Il y sont élevés avec les enfants de la famille impériale dont Claude, ainsi que Drusus, le jeune fils de Tibère, auquel son frère Agrippa s'attache particulièrement. Claude et Aristobule devinrent amis et il est en grande faveur auprès du futur empereur. Claude et Aristobule ont d'ailleurs entretenu une correspondance régulière.
On ignore quelle est son attitude pendant que son frère Agrippa, mène grand train à l'instar de son ami Drusus, le jeune fils de Tibère qui a une fâcheuse réputation de prodigalité, d'immoralité et d'excès et auquel Agrippa s'attache particulièrement. En 23 Drusus meurt, isolant son frère et le laissant démuni face à ses créanciers d'autant que leur mère Bérénice meurt vraisemblablement à la même époque. Après la mort de son fils, Tibère bouleversé, réagit en écartant les amis de celui-ci de sa cour.
Agrippa dilapide le reste de sa fortune en essayant de gagner les faveurs des affranchis de Tibère puis il quitte précipitamment Rome pour la Judée. La période suivante le voit vivre différentes péripéties et scandales liés au besoin d'assurer son train de vie sans jouir des revenus en conséquence.

### Roi avec son frère
En janvier 41, Claude devient empereur avec l'aide d'Agrippa Ier, frère d'Hérode de Chalcis,. Pour le récompenser il est immédiatement fait roi de Judée. Pour sa part Hérode est fait roi de Chalcis — aujourd'hui Anjar, dans la plaine libanaise de la Bekaa — sur lequel régnait son frère jusque-là. Il reçoit aussi le titre de préteur.
Après la mort de son frère Hérode Agrippa Ier (vers 44), la Judée redevient une province romaine, désormais administrée par un procurateur. Hérode succède toutefois à son frère comme inspecteur du Temple de Jérusalem, avec pouvoir de destituer et de nommer les grands prêtres. Il joue aussi le rôle d'intercesseur en faveur des Juifs auprès de l'empereur.
Sa première femme est sa cousine Mariamne IV, qui lui donne un fils nommé Aristobule, qui devient roi d'Arménie Mineure vers 55. Devenu veuf, il épouse (vers 46) sa nièce Bérénice âgée de 18-20 ans, qui est elle aussi déjà veuve de Marcus Alexander, neveu du philosophe Philon d'Alexandrie et frère de Tibère Alexandre, alors procurateur de Judée (46 -48). Bérénice lui donne deux fils Bérénicien et Hyrcan.
Après sa mort (en 48) son royaume est donné par l'empereur Claude, à son neveu Hérode Agrippa II.

## Arbre généalogique
|                   |                   |                   |                   |                   |                   |        |        |           |           |           |           |                       |                       |                       |                       |                       |                       |                   |                   |                   |                   |            |            | Cypros      | Cypros      | Cypros      | Cypros      | Cypros      | Cypros      |                                  |                                  | Antipater                        | Antipater                        | Antipater                        | Antipater                        | Antipater            | Antipater            |                 |                 |                 |                 |                 |                 |               |               |               |               |               |               |                        |                        |                        |                        |                        |                        |           |           |           |           |
|                   |                   |                   |                   |                   |                   |        |        |           |           |           |           |                       |                       |                       |                       |                       |                       |                   |                   |                   |                   |            |            | Cypros      | Cypros      | Cypros      | Cypros      | Cypros      | Cypros      |                                  |                                  | Antipater                        | Antipater                        | Antipater                        | Antipater                        | Antipater            | Antipater            |                 |                 |                 |                 |                 |                 |               |               |               |               |               |               |                        |                        |                        |                        |                        |                        |           |           |           |           |
|                   |                   |                   |                   |                   |                   |        |        |           |           |           |           |                       |                       |                       |                       |                       |                       |                   |                   |                   |                   |            |            |             |             |             |             |             |             |                                  |                                  |                                  |                                  |                                  |                                  |                      |                      |                 |                 |                 |                 |                 |                 |               |               |               |               |               |               |                        |                        |                        |                        |                        |                        |           |           |           |           |
|                   |                   |                   |                   |                   |                   |        |        |           |           |           |           |                       |                       |                       |                       |                       |                       |                   |                   |                   |                   |            |            |             |             |             |             |             |             |                                  |                                  |                                  |                                  |                                  |                                  |                      |                      |                 |                 |                 |                 |                 |                 |               |               |               |               |               |               |                        |                        |                        |                        |                        |                        |           |           |           |           |
|                   |                   |                   |                   |                   |                   |        |        |           |           |           |           |                       |                       | Costobar              | Costobar              | Costobar              | Costobar              | Costobar          | Costobar          |                   |                   | Salomé     | Salomé     | Salomé      | Salomé      | Salomé      | Salomé      |             |             | Mariamne, fille de Simon Boëthos | Mariamne, fille de Simon Boëthos | Mariamne, fille de Simon Boëthos | Mariamne, fille de Simon Boëthos | Mariamne, fille de Simon Boëthos | Mariamne, fille de Simon Boëthos |                      |                      | Hérode le Grand | Hérode le Grand | Hérode le Grand | Hérode le Grand | Hérode le Grand | Hérode le Grand |               |               |               |               |               |               | Mariamne l'Hasmonéenne | Mariamne l'Hasmonéenne | Mariamne l'Hasmonéenne | Mariamne l'Hasmonéenne | Mariamne l'Hasmonéenne | Mariamne l'Hasmonéenne |           |           |           |           |
|                   |                   |                   |                   |                   |                   |        |        |           |           |           |           |                       |                       | Costobar              | Costobar              | Costobar              | Costobar              | Costobar          | Costobar          |                   |                   | Salomé     | Salomé     | Salomé      | Salomé      | Salomé      | Salomé      |             |             | Mariamne, fille de Simon Boëthos | Mariamne, fille de Simon Boëthos | Mariamne, fille de Simon Boëthos | Mariamne, fille de Simon Boëthos | Mariamne, fille de Simon Boëthos | Mariamne, fille de Simon Boëthos |                      |                      | Hérode le Grand | Hérode le Grand | Hérode le Grand | Hérode le Grand | Hérode le Grand | Hérode le Grand |               |               |               |               |               |               | Mariamne l'Hasmonéenne | Mariamne l'Hasmonéenne | Mariamne l'Hasmonéenne | Mariamne l'Hasmonéenne | Mariamne l'Hasmonéenne | Mariamne l'Hasmonéenne |           |           |           |           |
|                   |                   |                   |                   |                   |                   |        |        |           |           |           |           |                       |                       |                       |                       |                       |                       |                   |                   |                   |                   |            |            |             |             |             |             |             |             |                                  |                                  |                                  |                                  |                                  |                                  |                      |                      |                 |                 |                 |                 |                 |                 |               |               |               |               |               |               |                        |                        |                        |                        |                        |                        |           |           |           |           |
|                   |                   |                   |                   |                   |                   |        |        |           |           |           |           |                       |                       |                       |                       |                       |                       |                   |                   |                   |                   |            |            |             |             |             |             |             |             |                                  |                                  |                                  |                                  |                                  |                                  |                      |                      |                 |                 |                 |                 |                 |                 |               |               |               |               |               |               |                        |                        |                        |                        |                        |                        |           |           |           |           |
|                   |                   |                   |                   |                   |                   |        |        |           |           |           |           |                       |                       |                       |                       |                       |                       |                   |                   |                   |                   |            |            |             |             |             |             |             |             |                                  |                                  |                                  |                                  |                                  |                                  |                      |                      |                 |                 |                 |                 |                 |                 |               |               |               |               |               |               |                        |                        |                        |                        |                        |                        |           |           |           |           |
|                   |                   |                   |                   |                   |                   |        |        |           |           |           |           |                       |                       |                       |                       |                       |                       |                   |                   |                   |                   |            |            |             |             |             |             |             |             |                                  |                                  |                                  |                                  |                                  |                                  |                      |                      |                 |                 |                 |                 |                 |                 |               |               |               |               |               |               |                        |                        |                        |                        |                        |                        |           |           |           |           |
|                   |                   |                   |                   |                   |                   |        |        |           |           | Theudion  | Theudion  | Theudion              | Theudion              | Theudion              | Theudion              |                       |                       | Bérénice          | Bérénice          | Bérénice          | Bérénice          | Bérénice   | Bérénice   |             |             |             |             |             |             |                                  |                                  |                                  |                                  |                                  |                                  |                      |                      |                 |                 |                 |                 |                 |                 | Aristobule IV | Aristobule IV | Aristobule IV | Aristobule IV | Aristobule IV | Aristobule IV |                        |                        |                        |                        | Alexander              | Alexander              | Alexander | Alexander | Alexander | Alexander |
|                   |                   |                   |                   |                   |                   |        |        |           |           | Theudion  | Theudion  | Theudion              | Theudion              | Theudion              | Theudion              |                       |                       | Bérénice          | Bérénice          | Bérénice          | Bérénice          | Bérénice   | Bérénice   |             |             |             |             |             |             |                                  |                                  |                                  |                                  |                                  |                                  |                      |                      |                 |                 |                 |                 |                 |                 | Aristobule IV | Aristobule IV | Aristobule IV | Aristobule IV | Aristobule IV | Aristobule IV |                        |                        |                        |                        | Alexander              | Alexander              | Alexander | Alexander | Alexander | Alexander |
|                   |                   |                   |                   |                   |                   |        |        |           |           |           |           |                       |                       |                       |                       |                       |                       |                   |                   |                   |                   |            |            |             |             |             |             |             |             |                                  |                                  |                                  |                                  |                                  |                                  |                      |                      |                 |                 |                 |                 |                 |                 |               |               |               |               |               |               |                        |                        |                        |                        |                        |                        |           |           |           |           |
|                   |                   |                   |                   |                   |                   |        |        |           |           |           |           |                       |                       |                       |                       |                       |                       |                   |                   |                   |                   |            |            |             |             |             |             |             |             |                                  |                                  |                                  |                                  |                                  |                                  |                      |                      |                 |                 |                 |                 |                 |                 |               |               |               |               |               |               |                        |                        |                        |                        |                        |                        |           |           |           |           |
| Hérode (Philippe) | Hérode (Philippe) | Hérode (Philippe) | Hérode (Philippe) | Hérode (Philippe) | Hérode (Philippe) |        |        | Hérodiade | Hérodiade | Hérodiade | Hérodiade | Hérodiade             | Hérodiade             |                       |                       |                       |                       |                   |                   |                   |                   |            |            | Agrippa Ier | Agrippa Ier | Agrippa Ier | Agrippa Ier | Agrippa Ier | Agrippa Ier |                                  |                                  | Aristobule le Mineur             | Aristobule le Mineur             | Aristobule le Mineur             | Aristobule le Mineur             | Aristobule le Mineur | Aristobule le Mineur |                 |                 | Mariamne        | Mariamne        | Mariamne        | Mariamne        | Mariamne      | Mariamne      |               |               |               |               |                        |                        |                        |                        |                        |                        |           |           |           |           |
| Hérode (Philippe) | Hérode (Philippe) | Hérode (Philippe) | Hérode (Philippe) | Hérode (Philippe) | Hérode (Philippe) |        |        | Hérodiade | Hérodiade | Hérodiade | Hérodiade | Hérodiade             | Hérodiade             |                       |                       |                       |                       |                   |                   |                   |                   |            |            | Agrippa Ier | Agrippa Ier | Agrippa Ier | Agrippa Ier | Agrippa Ier | Agrippa Ier |                                  |                                  | Aristobule le Mineur             | Aristobule le Mineur             | Aristobule le Mineur             | Aristobule le Mineur             | Aristobule le Mineur | Aristobule le Mineur |                 |                 | Mariamne        | Mariamne        | Mariamne        | Mariamne        | Mariamne      | Mariamne      |               |               |               |               |                        |                        |                        |                        |                        |                        |           |           |           |           |
|                   |                   |                   |                   |                   |                   |        |        |           |           |           |           |                       |                       |                       |                       |                       |                       |                   |                   |                   |                   |            |            |             |             |             |             |             |             |                                  |                                  |                                  |                                  |                                  |                                  |                      |                      |                 |                 |                 |                 |                 |                 |               |               |               |               |               |               |                        |                        |                        |                        |                        |                        |           |           |           |           |
|                   |                   |                   |                   |                   |                   |        |        |           |           |           |           |                       |                       |                       |                       |                       |                       |                   |                   |                   |                   |            |            |             |             |             |             |             |             |                                  |                                  |                                  |                                  |                                  |                                  |                      |                      |                 |                 |                 |                 |                 |                 |               |               |               |               |               |               |                        |                        |                        |                        |                        |                        |           |           |           |           |
|                   |                   |                   |                   |                   |                   |        |        | Mariamne  | Mariamne  | Mariamne  | Mariamne  | Mariamne              | Mariamne              |                       |                       | Hérode de Chalcis     | Hérode de Chalcis     | Hérode de Chalcis | Hérode de Chalcis | Hérode de Chalcis | Hérode de Chalcis |            |            | Bérénice    | Bérénice    | Bérénice    | Bérénice    | Bérénice    | Bérénice    |                                  |                                  | Agrippa II                       | Agrippa II                       | Agrippa II                       | Agrippa II                       | Agrippa II           | Agrippa II           |                 |                 | Mariamne        | Mariamne        | Mariamne        | Mariamne        | Mariamne      | Mariamne      |               |               | Drusilla      | Drusilla      | Drusilla               | Drusilla               | Drusilla               | Drusilla               |                        |                        |           |           |           |           |
|                   |                   |                   |                   |                   |                   |        |        | Mariamne  | Mariamne  | Mariamne  | Mariamne  | Mariamne              | Mariamne              |                       |                       | Hérode de Chalcis     | Hérode de Chalcis     | Hérode de Chalcis | Hérode de Chalcis | Hérode de Chalcis | Hérode de Chalcis |            |            | Bérénice    | Bérénice    | Bérénice    | Bérénice    | Bérénice    | Bérénice    |                                  |                                  | Agrippa II                       | Agrippa II                       | Agrippa II                       | Agrippa II                       | Agrippa II           | Agrippa II           |                 |                 | Mariamne        | Mariamne        | Mariamne        | Mariamne        | Mariamne      | Mariamne      |               |               | Drusilla      | Drusilla      | Drusilla               | Drusilla               | Drusilla               | Drusilla               |                        |                        |           |           |           |           |
|                   |                   |                   |                   |                   |                   |        |        |           |           |           |           |                       |                       |                       |                       |                       |                       |                   |                   |                   |                   |            |            |             |             |             |             |             |             |                                  |                                  |                                  |                                  |                                  |                                  |                      |                      |                 |                 |                 |                 |                 |                 |               |               |               |               |               |               |                        |                        |                        |                        |                        |                        |           |           |           |           |
|                   |                   |                   |                   |                   |                   |        |        |           |           |           |           |                       |                       |                       |                       |                       |                       |                   |                   |                   |                   |            |            |             |             |             |             |             |             |                                  |                                  |                                  |                                  |                                  |                                  |                      |                      |                 |                 |                 |                 |                 |                 |               |               |               |               |               |               |                        |                        |                        |                        |                        |                        |           |           |           |           |
|                   |                   |                   |                   | Salomé            | Salomé            | Salomé | Salomé | Salomé    | Salomé    |           |           | Aristobule de Chalcis | Aristobule de Chalcis | Aristobule de Chalcis | Aristobule de Chalcis | Aristobule de Chalcis | Aristobule de Chalcis |                   |                   | Bérénicien        | Bérénicien        | Bérénicien | Bérénicien | Bérénicien  | Bérénicien  |             |             |             |             | Hyrcan                           | Hyrcan                           | Hyrcan                           | Hyrcan                           | Hyrcan                           | Hyrcan                           |                      |                      |                 |                 |                 |                 |                 |                 |               |               |               |               |               |               |                        |                        |                        |                        |                        |                        |           |           |           |           |
|                   |                   |                   |                   | Salomé            | Salomé            | Salomé | Salomé | Salomé    | Salomé    |           |           | Aristobule de Chalcis | Aristobule de Chalcis | Aristobule de Chalcis | Aristobule de Chalcis | Aristobule de Chalcis | Aristobule de Chalcis |                   |                   | Bérénicien        | Bérénicien        | Bérénicien | Bérénicien | Bérénicien  | Bérénicien  |             |             |             |             | Hyrcan                           | Hyrcan                           | Hyrcan                           | Hyrcan                           | Hyrcan                           | Hyrcan                           |                      |                      |                 |                 |                 |                 |                 |                 |               |               |               |               |               |               |                        |                        |                        |                        |                        |                        |           |           |           |           |
|                   |                   |                   |                   |                   |                   |        |        |           |           |           |           |                       |                       |                       |                       |                       |                       |                   |                   |                   |                   |            |            |             |             |             |             |             |             |                                  |                                  |                                  |                                  |                                  |                                  |                      |                      |                 |                 |                 |                 |                 |                 |               |               |               |               |               |               |                        |                        |                        |                        |                        |                        |           |           |           |           |
|                   |                   |                   |                   |                   |                   |        |        |           |           |           |           |                       |                       |                       |                       |                       |                       |                   |                   |                   |                   |            |            |             |             |             |             |             |             |                                  |                                  |                                  |                                  |                                  |                                  |                      |                      |                 |                 |                 |                 |                 |                 |               |               |               |               |               |               |                        |                        |                        |                        |                        |                        |           |           |           |           |
| Hérode            | Hérode            | Hérode            | Hérode            | Hérode            | Hérode            |        |        | Agrippa   | Agrippa   | Agrippa   | Agrippa   | Agrippa               | Agrippa               |                       |                       | Aristobule            | Aristobule            | Aristobule        | Aristobule        | Aristobule        | Aristobule        |            |            |             |             |             |             |             |             |                                  |                                  |                                  |                                  |                                  |                                  |                      |                      |                 |                 |                 |                 |                 |                 |               |               |               |               |               |               |                        |                        |                        |                        |                        |                        |           |           |           |           |

- Bérénice fille de Salomé et de Costobar est d'abord mariée avec Aristobule IV, puis après son exécution en 10 av. J.-C., elle est remariée par Hérode avec un certain Theudion.
- L'ordre des enfants d'Aristobule IV et Bérénice fille de Salomé, sœur d'Hérode le Grand est arbitraire.
- Bérénice et Agrippa II sont permutés pour la commodité de la représentation.
- Seul le deuxième mariage d'Hérode de Chalcis avec Bérénice est représenté.